# 형남
형남(荊南, 907년 ~ 963년)은 중국 오대십국 시대 10국중 하나로 호북성을 지배하던 국가였다. 약소국이었으나 교역의 중계지로써 번영을 누렸다. 또 다른 명칭으로는 남평(南平) 혹은 북초(北楚)라고도 한다.

## 역사
시조 고계흥은 섬주쇄석(陝州 碎石, 지금의 하남성 섬현)사람으로 변주(汴州, 현재의 카이펑)의 상인의 집사였다가 주전충의 군에 투신하여 그의 신임을 얻어 부장으로서 주전충을 따라 각지에서 활약하였다. 907년 주전충이 당나라를 멸망시키고 후량을 건국하자, 고계흥은 형남절도사(荊南節度使)가 되었다. 부임한 고계흥은 전쟁이 끊이지 않았던 이땅의 부흥에 힘을 기울였다. 그 후 주전충이 사망하자 형주(荊州, 현재 호북성 강릉), 귀주(歸州), 협주(峽州, 의창(宜昌))의 3주를 차지하여 독립했다.
그 후 후량이 후당에게 멸망당하자 후당에게 신하를 자청해 925년 남평왕(南平王)에 봉해졌다. 그러나 후당이 전촉을 공격하려 할 때 고계흥은 자신이 촉에서 세력을 확장하려는 구상을 막아버리는 일이었기에 후당과 연을 끊고 동쪽의 오의 신하를 자청했다.
다음해 926년 고계흥이 죽자 장남 고종회(高從誨)가 뒤를 계승하여 형남절도사가 되었다. 고종회는 다시 후당을 섬겼고, 934년에 남평왕이 되었다. 그뒤에 주변의 오, 민, 남한, 후촉 등 모든 나라에 대해 신하를 자청하여 평화를 유지하려고 부심했다. 형남이 차지했던 형주(荊州)는 중국에서도 말 그대로 중요한 전략적 요충지였다. 고종회는 위에서 말한 것처럼 교묘한 정략으로 각국의 세력완충지대로써 이땅의 중요성을 여러나라에 인식시켜 약소국인 것을 역이용하여 평화를 이루어내고, 거대한 교역중계지점으로 형남을 번영시켰다.
고종회는 948년에 죽고, 고종회의 3남 고보융(高保融)이 뒤를 이었다. 그때 중원은 후당이 멸망한 후 후진, 후한, 후주의 순서대로 정권이 교체되고 있었다. 고보융은 후주에 대해 신하를 자청하였고, 954년 남평왕에 봉해졌다. 그 후 후주의 세종(世宗, 시영)에 의한 통일사업이 시작되고 후당이 남당을 공격하려고 할 때 고보융도 동조하여 병사를 보냈다. 그다음 후주에서 송나라로 선양이 이루어지자, 송나라에도 신하를 자청했다.
고보융은 960년에 죽고, 고종회의 10남 고보욱(高保勗)이 형남절도사의 지위를 이었다(왕위를 얻지 않은 것을 국주라고 부른다). 고보욱은 무의미한 토목공사를 일으키고, 향락을 즐겼기 때문에 민심이 떠났다. 고보욱은 962년에 죽고, 고보융의 장남 고계충(高繼沖)이 형남절도사의 지위를 이어받았다.(고보욱과 같다) 그 후 송나라 태조가 통일사업을 개시하자, 가장 약소하지만 중요한 요충을 차지하던 형남이 최초의 목표가 되었다. 고계충은 [남쪽의 초나라를 공격하기 위해 길을 빌려달라]라는 송나라측의 요구에 굴복하여 통과를 허락했으나, 송나라군은 영내을 통과하던 중 형남에 대해서도 항복을 요구하여 963년 형남은 멸망했다. 고계충은 그 후 카이펑으로 옮겨져, 송나라의 절도사로서 천수를 누리다 973년에 죽었다.
이에 관련하여 만사휴의(萬事休矣)란 말이 있는데, 이것은 고종회가 고보욱을 너무나 아껴 고보욱이 안하무인이 되었던 일을 주위 사람들이 탄식했다는 말에서 나온 고사성어이다.(출전은 [송사형남고씨세가](宋史荊南高氏世家))

## 주요 인물
- 양진
- 손광헌

## 역대 군주
| 대수  | 시호            | 휘             | 재위 기간     |
| ----- | --------------- | -------------- | ------------- |
| 제1대 | 무신왕 (武信王) | 고계흥(高季興) | 924년 ~ 928년 |
| 제2대 | 문헌왕 (文獻王) | 고종회(高從誨) | 928년 ~ 948년 |
| 제3대 | 정의왕 (貞懿王) | 고보융(高保融) | 948년 ~ 960년 |
| 제4대 | 정안왕 (貞安王) | 고보욱(高保勗) | 960년 ~ 962년 |
| 제5대 | 덕인왕 (德仁王) | 고계충(高繼沖) | 962년 ~ 963년 |